# آهستگی
آهستگی (فرانسوی: La Lenteur) رمانی از میلان کوندرا نویسنده چک - فرانسوی است. این رمان در سال ۱۹۹۵ و در فرانسه به زبان فرانسوی نوشته و منتشر شد.